# Clay County (Mississippi)
|  | For artikler om andre amter med samme navn, se Clay County |
Clay County er et county i den amerikanske delstat Mississippi. Det samlede areal er 1.077 km², hvoraf 1.058 km² er land.
Administrativt centrum i Clay County er West Point.